# Liberland

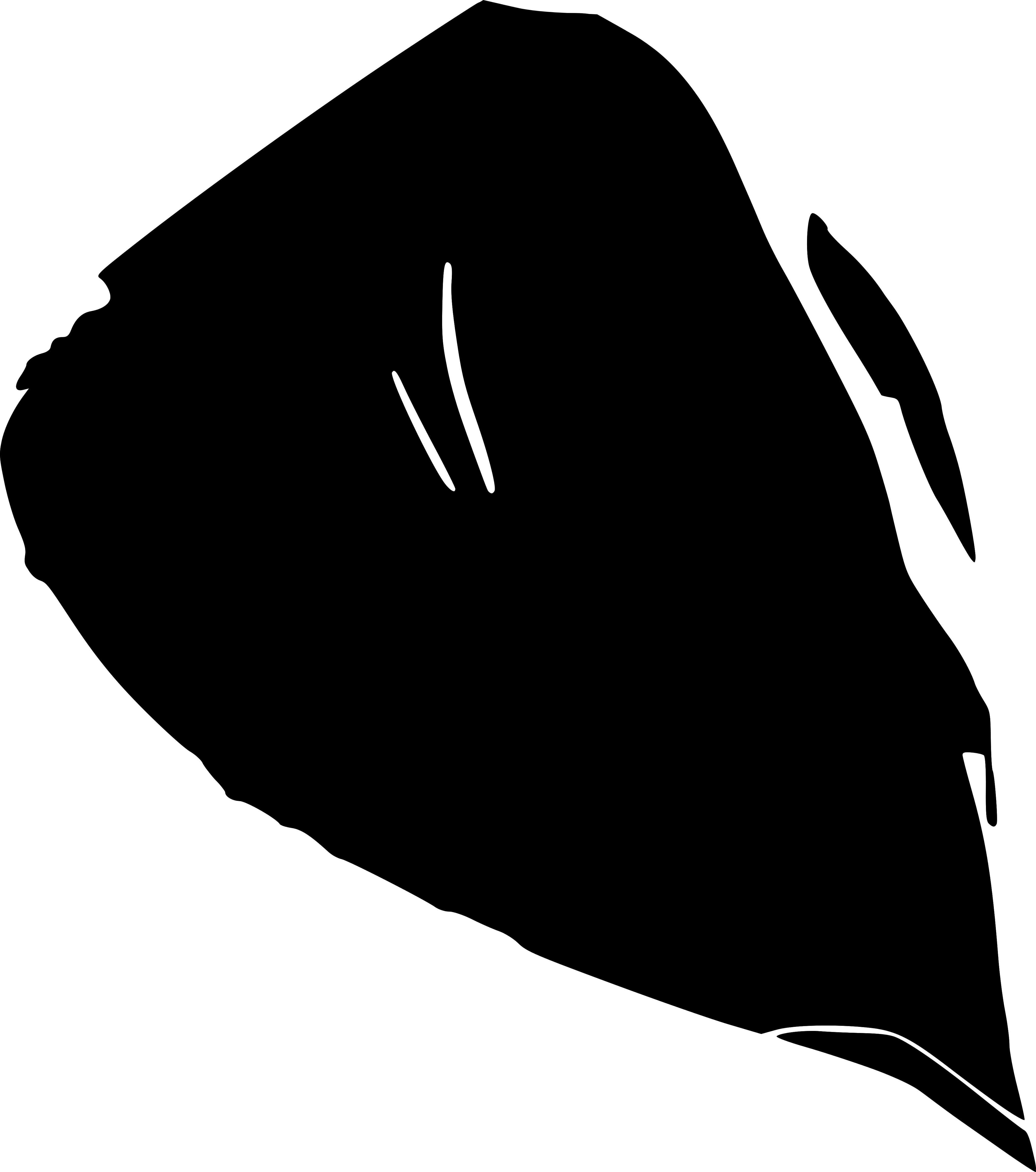
Mapa de Liberland

Liberland ou Liberlândia, oficialmente República Livre de Liberland (em inglês: Free Republic of Liberland), é uma micronação localizada entre a Croácia e a Sérvia, na parte ocidental do Rio Danúbio. A micronação foi proclamada (ainda sem o reconhecimento da comunidade internacional) em 15 de abril de 2015 pelo atual presidente libertário Vít Jedlička. A área em questão ainda não tem infraestrutura, porém, é um local livre de manipulações governamentais.
O site oficial de Liberland afirma que a nação foi criada devido à atual disputa fronteiriça entre Croácia e Sérvia, em que algumas áreas ao leste do Danúbio são reivindicadas tanto pela Sérvia quanto pela Croácia, enquanto algumas áreas a oeste, incluindo a área de Liberland, são consideradas parte da Sérvia pela Croácia, mas a Sérvia não as reivindica.
A terra em questão tem 7 quilômetros quadrados de área, ou aproximadamente o tamanho de Gibraltar, e tem sido administrada pela Croácia desde a Guerra da Independência Croata. Não houve reconhecimento diplomático de Liberland por nenhum membro das Nações Unidas, embora tenha estabelecido relações com a Somalilândia, outro estado não reconhecido.

## História

### Proclamação da República
A bandeira de Gornja Siga foi hasteada por Vít Jedlička e alguns de seus associados no mesmo dia em que a república foi proclamada. Jedlička é membro do Partido dos Cidadãos Livres da República Tcheca, que baseia seus valores na ideologia liberal clássica.
Jedlička declarou que nem a Sérvia, nem a Croácia nem qualquer outra nação reivindica a terra como sua, dando-lhe o direito de reivindicar a terra conforme a doutrina terra nullius. A fronteira, argumentou ele, foi definida de acordo com as reivindicações de fronteira croatas e sérvias e não interferiu na soberania de qualquer outro estado. Em abril de 2015, Jedlička disse que uma nota diplomática oficial seria enviada à Croácia e à Sérvia, e depois a todos os outros estados, com um pedido formal de reconhecimento diplomático internacional.
Em 18 de dezembro de 2015, Jedlička realizou um evento em que ele apresentou o primeiro governo provisório de Liberland e seus ministros das Finanças, Relações Exteriores, Interior e Justiça, bem como dois vice-presidentes.
Em 20 de abril de 2015, Jedlička fez uma palestra na Escola de Economia de Praga intitulada "Liberland - como um estado nasce" (em tcheco/checo: Liberland - jak vzniká stát). Ele discutiu vários aspectos do projeto e o interesse que atraiu em todo o mundo. Um tópico que ele levantou foi a Convenção de Montevidéu; ele explicou que Liberland pretendia satisfazer os princípios da convenção, que é comumente usada para definir um Estado. Na época da palestra, o projeto Liberland havia designado dez pessoas dispostas a lidar com as relações exteriores. Outros tópicos abordados na palestra incluíram o conceito de tributação voluntária e como o grande número de pedidos de cidadania tornou necessário reestruturar o processo de cidadania para ser mais eficaz, uma vez que foi baseado apenas em uma conta de e-mail.

### Bandeira
A bandeira consiste em um pano de fundo amarelo (simbolizando o libertarianismo, mercados livres) com uma faixa preta correndo horizontalmente através do centro (simbolizando menos governo, anarquia/rebelião) e o brasão de armas no centro. Dentro do brasão de armas, a ave representa a liberdade, a árvore representa a prosperidade, o rio azul representa o rio Danúbio e o sol representa a felicidade.

### Acesso
Autoridades bloquearam o acesso à área diversas vezes desde o início de maio de 2015.
Em maio de 2015, Vít Jedlička e seu tradutor Sven Sambunjak foram detidos pela polícia após tentarem atravessar a fronteira. Jedlička passou um dia na prisão e depois foi multado por travessia ilegal da fronteira croata, mas recorreu do veredicto. Ele afirmou que havia pelo menos três cidadãos de Liberland na área, que vieram da Suíça. No final do mês, Vít Jedlička foi detido novamente. Inicialmente, os repórteres conseguiram entrar na área com Jedlička, mas também foram impedidos de entrar, incluindo jornalistas da Rádio Pública de Radiodifusão da Voivodina da Sérvia, e do jornal bósnio Dnevni Avaz.
Os detidos eram de vários países, incluindo Irlanda, Alemanha, Dinamarca e EUA. A polícia croata continuou a deter pessoas, incluindo aquelas que adentraram a área de barco (através de uma hidrovia internacional). Um deles, o ativista dinamarquês Ulrik Grøssel Haagensen, foi preso cinco dias antes de ser sentenciado a 15 dias de prisão, provocando protestos na Dinamarca.
Em maio de 2016, vários recursos judiciais foram publicados na Croácia. O tribunal defendeu que atravessar a fronteira em direção a Liberland a partir da Croácia é ilegal, mas julgou as condenações por entradas a partir da Sérvia foram impróprias. O tribunal disse que o tribunal de primeira instância cometeu "uma violação fundamental dos processos de contravenção" e "violações processuais essenciais" e determinou que "os fatos foram estabelecidos de maneira incompleta e incorreta [pelo promotor], o que poderia levar a uma aplicação incorreta do direito substancial". Um novo julgamento foi ordenado para 6 dos 7 recursos. O tribunal de primeira instância deverá determinar localização da fronteira das travessias ilegais. A Croácia e a Sérvia têm implantado unidades policiais para evitar tentativas de se chegar à área desabitada.

## Geografia
Desde a Guerra Civil Iugoslava, alguns territórios na fronteira entre a Sérvia e a Croácia foram disputados, como a ilha de Vukovar e a ilha de Šarengrad. No entanto, alguns outros territórios não foram reivindicados por nenhum dos dois lados. Liberland foi proclamada na maior dessas parcelas de terra, que é conhecido como Gornja Siga (que significa "tufa superior").

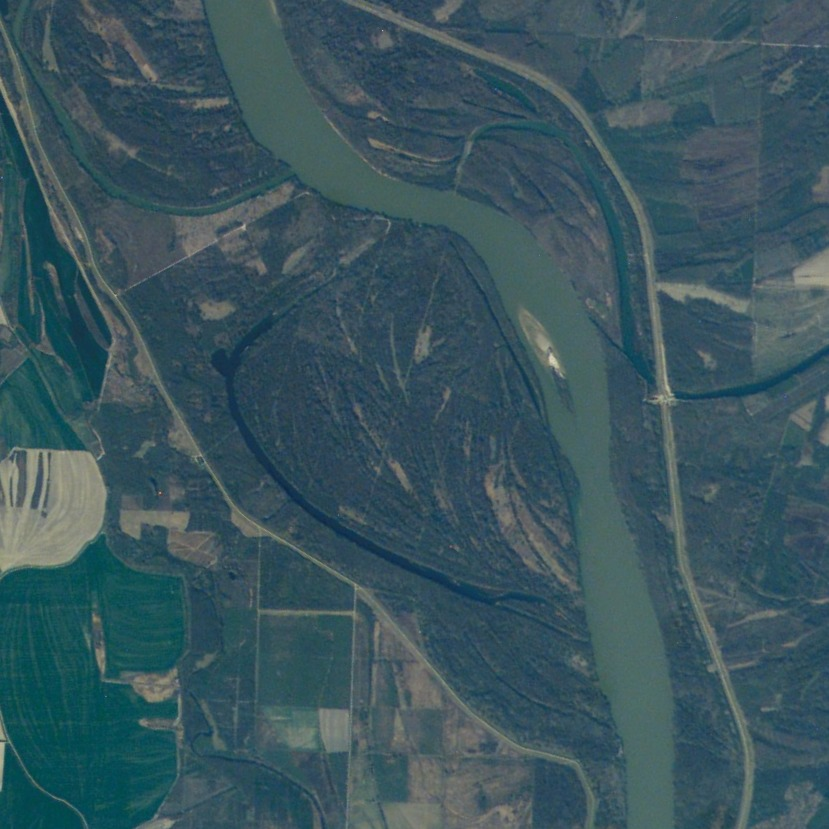
Imagem de satélite de Gornja Siga feita pela Expedição 14 em 2007, na Estação Espacial Internacional.

A disputa sobre a fronteira ao longo do vale do rio Danúbio surgiu pela primeira vez em 1947, mas foi deixada sem solução durante a existência da República Socialista Federal da Iugoslávia. Tornou-se uma questão controversa após o desintegração da Iugoslávia. A Sérvia considera que o talvegue do vale do Danúbio e a linha central do rio representam a fronteira internacional entre os dois países. A Croácia discorda e afirma que a fronteira internacional fica ao longo dos limites dos municípios cadastrais localizados ao longo do rio - - partindo do curso em vários ponts- -- refletindo o curso do Danúbio que existiu no século XIX antes de obras de engenharia hidráulica que alteraram seu curso. Consequentemente, a Croácia reivindica uma grande parte da área disputada controlada pela Sérvia, enquanto a Sérvia não reivindica as partes menores controladas pela Croácia.
Jedlička afirma que a terra que ele reivindicou não foi reivindicada por nenhum dos lados. A área é de cerca de 7 quilômetros quadrados, aproximadamente o mesmo tamanho de Gibraltar, e sua maior parte é coberta por florestas. Não há moradores. Uma jornalista do jornal checo Parlamentní listy, que visitou a área em abril de 2015, encontrou uma casa que, de acordo com moradores próximos, havia sido abandonada há cerca de trinta anos. Ainda segundo relatos, a estrada de acesso estava em más condições.
O rio Danúbio, que é a única costa do território, é uma via marítima internacional com livre acesso ao mar Negro por vários enclaves. Vít Jedlicka recomendou a utilização de barcos para chegar a Liberland. Há apenas dois Estados soberanos reconhecidos internacionalmente (ou seja: países oficiais) que são menores do que a área reclamada por Liberland: Vaticano e Mônaco.

## Reações públicas
Jornalistas expressaram dúvidas quanto à seriedade de Jedlička e alguns chamaram suas reivindicações de "golpe publicitário".
Em uma entrevista ao Parlamentní Listy em abril de 2015, Jedlička afirmou ter recebido reações positivas por sua iniciativa, principalmente de seu próprio partido, o Partido dos Cidadãos Livres, do qual ele era um presidente regional, mas também de alguns membros do o Partido Democrático Cívico e o Partido Pirata.
Em 20 de maio de 2015, Petr Mach, líder do Partido dos Cidadãos Livres, expressou seu apoio à criação de um Estado baseado em ideais de liberdade, acrescentando que o Partido dos Cidadãos Livres quer que a República Tcheca se torne um país igualmente livre.
Dominik Stroukal, do ramo tcheco-eslovaco do Instituto Ludwig von Mises, escreveu: "O incidente teve sucesso para Vít. O mundo inteiro noticia Liberland usando palavras como 'competição fiscal', 'libertarianismo' etc."
Goran Vojkovic, professor de Direito e colunista do portal de notícias croata Index.hr, descreveu Liberland como um "circo que ameaça o território croata", argumentando que havia um risco de que a reivindicação croata de terras do outro lado do Danúbio pode ser enfraquecida pela atenção que o projeto Liberland tem atraído à disputa de fronteira.
Em 2016, um artigo na Stratfor resumiu a iniciativa da seguinte forma: "Liberland é um caso curioso porque, a princípio, nenhum dos atores que poderiam reivindicar o controle sobre a área parecia estar interessado em fazê-lo. Mas isso provavelmente continuará sendo uma curiosidade com consequências insignificantes a nível internacional. Para o restante dos territórios disputados do mundo, a violência e a diplomacia continuarão sendo as principais ferramentas para reivindicar a propriedade.

## Análise legal
Especialistas legais tanto na Sérvia como na Croácia disseram que, de acordo com o direito internacional, Jedlička não tem o direito de reivindicar a área, que atualmente é objeto de uma disputa entre as duas nações. A Croácia e a Sérvia rejeitaram as alegações de Jedlička de maneira frívola, embora cada um dos dois países tenha reagido de maneira diferente. Em 24 de abril de 2015, o Ministério das Relações Exteriores da Sérvia declarou que, embora considerem o caso um assunto trivial, o "novo Estado" não afeta a fronteira sérvia, que é delineada pelo Danúbio. A Croácia, que actualmente administra os terrenos em questão, declarou que, após arbitragem internacional, a área deveria ser concedida à Croácia ou à Sérvia e não a terceiros.
Um artigo no Chicago Journal of International Law, a revisão da lei da Faculdade de Direito da Universidade de Chicago, examinou a reivindicação de Liberland à condição de estado à luz dos critérios estabelecidos pela Convenção de Montevidéu. Segundo o autor, "a insistência da Croácia de que Liberland faz parte da Sérvia poderia constituir uma renúncia aos direitos legais da Croácia a Liberland. Por outro lado, se o território que Liberland reivindica como seu é sérvio, a renúncia do governo sérvio ao título poderia também seria uma reivindicação que transformaria o status legal da terra para terra nullius. Em ambos os casos, o território pertenceria à primeira entidade - neste caso Liberland  -que o reivindicou.” 

## Plano de administração
Um governo com dez a vinte membros foi sugerido para a administração de Liberland, para ser eleito por votação eletrônica. Liberland pretende operar em uma política de fronteiras abertas. O objetivo da micronação, como afirma seu site, é criar "uma sociedade onde pessoas justas possam prosperar com um mínimo de regulamentações e impostos". Os fundadores são inspirados em países como Mônaco e Liechtenstein.
Liberland publicou uma versão preliminar de uma constituição codificada e uma lista de leis a serem incluídas na constituição. Esses documentos descrevem Liberland como um país governado pelo sistema de três poderes com setores executivos, legislativos e judiciais que buscam promover direitos individuais, incluindo direitos de propriedade, liberdade de expressão e o direito ao armamento. Ele também tem uma lista de crimes, que incluem "poluição", "incômodo público", além de crimes como assassinato, homicídio e roubo. Existem planos para um funcionamento de uma criptomoeda chamada Mérito, ainda que todas as outras moedas serão permitidas.

## Cidadania

### Imigração
Liberland pretende operar em uma política de fronteiras abertas. O presidente declarou “queremos pessoas que sejam religiosamente tolerantes, que não tenham antecedentes criminais - pessoas que não estejam endividadas e que estejam dispostas a ajudar o país a crescer".  Liberland proíbe o ingresso de comunistas e nazistas.
De acordo com sua página oficial, Liberland está atualmente procurando pessoas que tenham respeito por outras pessoas e suas opiniões, independentemente de raça, etnia, orientação ou religião, que tenham respeito pela propriedade privada ("que é intocável") e que não tenham antecedentes criminais. Liberland recebeu 200.000 pedidos de cidadania em uma semana. No início de maio de 2015, Liberland aceitou cerca de trinta cidadãos. Um evento deveria acontecer no território reivindicado, mas a polícia de fronteira croata impediu que o grupo entrasse pelo lado croata. Uma tentativa de atravessar o rio com barcos de pesca a partir da Sérvia fracassou porque os pescadores locais não tinham permissão para transportar pessoas com seus barcos. A polícia sérvia informou a Jedlička que qualquer um que tentasse atravessar a fronteira ilegalmente seria preso. Uma cerimônia improvisada foi realizada em Bački Monoštor.
Em 16 de fevereiro de 2018, o ex-candidato à presidência dos EUA, Ron Paul, foi oficialmente presenteado com um passaporte de Liberland e certificado de cidadania por Jedlička e seu gabinete.
Mais de 740.000 pessoas já enviaram a requisição para obter cidadania.

## Economia
A constituição de Liberland preza pela liberdade econômica. Não haverá nenhuma taxa ou imposto além do "imposto" sobre uso da terra, que será voluntário. Não haverá qualquer tipo de imposto sobre bens e serviços importados ou exportados, nenhuma lei deverá interferir na validade e/ou conteúdo de qualquer contrato e nenhuma pessoa terá sua propriedade confiscada.
Os políticos serão constitucionalmente proibidos de endividar o país. Como o imposto é voluntário e todas as moedas são aceitas, Liberland já aceita doações em Bitcoin, dólar e euro. O país já conta, portanto, com receitas e despesas; em 2017 Liberland teve uma receita de US$ 546.360,00 e uma despesa de US$ 292.004,00 configurando um superávit de US$ 254.356,50
Inspirado no modelo da Estônia, já é possível registrar uma empresa em Liberland totalmente pela internet.

### Moeda
Existem planos para um sistema oficial de criptomoeda, o chamado Mérito (LLM) “O mérito é a nossa própria moeda que é dada a todos que vêm para Liberland. E se for dado ao imposto voluntário, então ele se torna seu voto na sociedade e também se torna sua garantia em nosso sistema de justiça, de modo que há duas utilidades nesse símbolo.”, A constituição no §IX.5 diz que nenhuma lei deve restringir o direito de emitir e/ou usar qualquer mercadoria ou item como moeda, portanto, todas as moedas serão aceitas.
Os cidadãos ganharão Méritos prestando serviço a outros e ao Estado para depois transferi-los para o comércio P2P como indivíduos ou empresas. As pessoas também usarão méritos, ou um sistema funcional semelhante, para votar a evolução do país, seja propondo suas próprias mudanças ou votando na legislação estadual pendente. Será um token que poderá ser usado como o Bitcoin em qualquer lugar do mundo.

## Reconhecimento
Houve reconhecimento diplomático de Liberland pela Comissão Europeia como nação independente. Liberland estabeleceu relações com a Somalilândia, um estado autodeclarado que proclamou sua independência da Somália em 1991. Liberland e a Somalilândia assinaram em setembro de 2017 um Memorando de Entendimento, que promete estabelecer relações mais estreitas e cooperar nas áreas de tecnologia, energia e serviços bancários.
Liberland também é reconhecido por 550.000 pessoas distribuídas em 90 países.

### Pronunciamentos oficiais de estados soberanos
- Croácia: Liberland foi mencionado pelo Ministério Croata dos Negócios Estrangeiros e Europeus, mas publicamente rejeitada como uma piada. Em 29 de junho de 2015, o Ministério das Relações Exteriores da Croácia afirmou que o status de Gornja Siga é indeterminado, mas não é terra nullius e, após a arbitragem internacional, será concedido à Croácia ou à Sérvia e não a terceiros. No entanto, numa carta de maio de 2016 ao ministro do Interior da Croácia, Vlaho Orepić, o ministro croata dos Negócios Estrangeiros e Europeus, Miro Kovač, referiu-se a Liberland como "uma ideia provocativa que atingiu proporções sérias", o que "representa um risco para a República da Croácia". A carta pedia uma solução para "remover promoção e tentativas de realização da ideia de Liberland", recomendando que "Ministério do Interior, Agência de Segurança e Inteligência (SIA), Ministério da Justiça e Ministério de Assuntos Estrangeiros e Europeus coordenem medidas necessárias e suas ações, para que essa ideia provocativa" pudesse ser interrompida. Em 17 de janeiro de 2017, Liberland foi discutido e debatido no parlamento croata (Sabor) pelo político Ivan Pernar, do partido Bloqueio Humano, que alegou que a Croácia deve considerar o reconhecimento.
- Sérvia: O Ministério das Relações Exteriores sérvio afirmou que Liberland não infringe a fronteira da Sérvia, embora o projeto é visto como algo "frívolo", sem fazer mais comentários sobre o assunto.
- Egito:  O Ministério das Relações Exteriores do Egito alertou seus cidadãos sobre a possibilidade de fraudes em Liberland dirigidas a pessoas que procuram emprego no exterior. "Os egípcios devem buscar informações do Ministério das Relações Exteriores e não da mídia social antes de viajar a trabalho".
- República Tcheca:  O Ministério das Relações Exteriores tcheco dissociou-se das atividades de Jedlička, afirmando que não tem nada a ver com eles. O ministério acrescentou que "o Sr. Jedlička, assim como outros cidadãos tchecos que permanecem no território da Croácia ou da Sérvia, devem respeitar o código legal local. A República Tcheca considera as atividades do Sr. Jedlička inapropriadas e potencialmente prejudiciais". Através da Embaixada da República Checa em Zagreb, o Ministério advertiu ainda que "os esforços para criar um novo 'Estado' não têm base no direito internacional", e que "no território da Croácia, cidadãos da República Tcheca e outros estrangeiros são obrigados a aderir ao código legal croata, incluindo o atual regime na fronteira servo-croata. Cruzar a fronteira croata (ou seja, a fronteira externa da União Europeia) fora dos limites especificados, como é feito pelos viajantes chamado Liberland, está em clara violação do código".
- Polônia: No dia 24 de julho de 2016, 7 membros do Parlamento polaco (Sejm) do movimento Kukiz'15, em cooperação com ativistas pró-Liberland locais, perguntou ao Ministro das Relações Exteriores Witold Waszczykowski quando a Polônia reconheceria a República Livre de Liberland como um estado independente, com um seguimento em agosto.[70] A resposta foi que Liberland não atende aos critérios para a condição de estado.[71]

### Pronunciamentos de estados não-soberanos
- Somalilândia: A República da Somalilândia, um estado auto-declarado internacionalmente reconhecido como uma região autônoma da Somália,[72][73] começou um processo de reconhecimento mútuo com Liberland, além de cooperação em diversas áreas importantes.[69][74]

### Pronunciamentos oficiais de partidos políticos
- Suíça: Em 16 de abril de 2015, o Unabhängigkeitspartei, liderado por Brenda Mäder, apoiou a criação de Liberland e pediu o reconhecimento de Liberland pelo governo suíço.[75]
- Noruega: No dia 9 de maio de 2015, os Libertários declararam apoio à criação de Liberland.[76]
- República Tcheca: Em 20 de maio de 2015, o líder do Partido dos Cidadãos Livres, Petr Mach, expressou seu apoio à criação de Liberland e escreveu que ele deseja que a República Tcheca seja um país semelhante a Liberland.[77]
- Espanha: Em 31 de maio de 2015, o Partido Espanhol Libertário expressou seu apoio à criação de Liberland.[78]
- Canadá: Em 19 de fevereiro de 2018, o Partido Libertário do Canadá expressou seu apoio à criação e reconhecimento de liberland.[79]
- Turquia: Em 27 de setembro de 2015, o Partido Liberal Democrático da Turquia reconheceu Liberland como um estado independente.[80]
- Estados Unidos: Em dezembro de 2018, o Partido Libertário expressou seu apoio pela criação e reconhecimento de Liberland.[81][82]

### Pronunciamentos de outros projetos de micronações
- O Reino do Sudão do Norte, uma micronação autoproclamada que reivindica a área do Bir Tawil entre o Egito e o Sudão, reconheceu Liberland.[83][84]
- O Reino da Enclava, que reindivica parte de uma porção disputada ao norte de Liberland, reconheceu Liberland.[85]
- O Principado de Sealand tem indicado apoio a Liberland.[86][87]

### Pronunciamentos de organizações
- No dia 16 de abril de 2017, a Bitnation anunciou uma parceria com Liberland.[88][89]
- Em 20 de abril de 2017, Liberland enviou um pedido de admissão à UNPO. O pedido foi oficialmente apresentado e defendido um mês depois em Bruxelas, Bélgica. Em junho de 2017, uma delegação de Liberland foi convidada a observar os procedimentos da 13ª Assembleia Geral em que Presidente e membros da presidência foram eleitos.[90]
- Em 15 de outubro de 2018, o movimento político brasileiro Livres indicou de forma não oficial que não se opõe à criação de Liberland.[91]
- Em 31 de janeiro de 2019, Liberland foi reconhecida por Jean-Claude Juncker, presidente da Comissão Europeia, embora tenha dito que o projeto "necessita fornecer mais esclarecimentos" a respeito de seu pedido.[92][93][94]